# ヘルベルト・オイレンベルク
ヘルベルト・オイレンベルク（ドイツ語: Herbert Eulenberg, 1876年1月25日 - 1949年9月4日）は、ドイツの小説家、劇作家、エッセイスト、詩人。

## 略歴
数多くの本を出版した出版人としても知られる。1909年に書いたフリードリヒ・フォン・シラーに関する批評は、当時の文壇に熱い議論をもたらした。
1920年代には、彼はドイツを代表する劇作家のひとりとなっていた。文学、音楽、演劇、芸術など多岐にわたる題材を扱った彼の評論は、ドイツ・オーストリアで発行される数多くの新聞や雑誌に掲載された。
1919年、オイレンベルクは画家のアーサー・カウフマン、アドルフ・ウザルスキーらと “Das Junge Rheinland”（ラインラント若年者会）を結成。また、1923年にはアメリカ「アインシュタイン以降ドイツ人としては初めて」コロンビア大学で講演を行った。
1920年代ドイツを代表する劇作家であるが、日本では知名度が低く、唯一「女の決闘」（原題：Ein Frauenzweikampf）が、森鷗外の翻訳と、それを題材にした太宰治の作品（作者オイレンベルクの無名さも含めてネタにした、ある種のパロディー）によって知られるのみである。